# Takasago Kōryō Kōgyō
Takasago Kōryō Kōgyō K.K. (jap. 高砂香料工業株式会社, dt. Takasago Duftstoffherstellung, engl. Takasago International Corporation) ist ein japanisches Spezialchemieunternehmen mit Sitz in Tokio. Es gehört zu den weltgrößten Herstellern von Aromen, Geschmacks- und Duftstoffen sowie anderen Feinchemikalien für Lebensmittel, Getränke, Kosmetik, Körperpflege und Haushalt. 
Das 1920 gegründete Unternehmen ist heute an der Tokioter Börse notiert. Im Geschäftsjahr 2022 verfügte es über 25 Produktionsstätten und erzielte mit knapp 4.000 Mitarbeitern einen Jahresumsatz von 1,1 Milliarden Euro. Seine Europaniederlassung betreibt Takasago in Zülpich.
Der einstige Forschungsdirektor von Takasago, Ryōji Noyori, erhielt 2001 den Chemie-Nobelpreis. Takasago ist Sponsor des Ryōji-Noyori-Preises.

## Belege
1. ↑  History. Abgerufen am 6. April 2022.
2. 1 2 3 4  Corporate Profile. Abgerufen am 6. April 2022.